# Тани, Дэниел Мичио
Дэниел Мичио Тани (англ. Daniel Michio Tani) — американский астронавт НАСА, совершивший 2 космических полёта общей продолжительностью 131 сутки 18 часов 4 минуты 32 секунды, во время которых совершил 6 выходов в открытый космос (продолжительностью 39 часов 11 минут).

## Биография
Дэниел Тани родился 1 февраля 1961 года в Ридли-Парк (англ. Ridley Park), округ Делавэр штата Пенсильвания. Затем семья Дэниела переехала в Ломбард (англ. Lombard), округ ДуПэйдж штата Иллинойс, где Дэниел в 1979 году окончил среднюю школу.
В 1984 году Дэниел Тани получил степень бакалавра наук по машиностроению в Массачусетском технологическом институте (Кембридж, штат Массачусетс). Через четыре года здесь же Тани получил степень магистра наук.
В период с 1984 по 1986 годы Тани работал инженером-конструктором в группе космических и телекоммуникационных систем корпорации Hughes Aircraft (Эль-Сегундо, округ Лос-Анджелес штата Калифорния). С 1988 года, после получения магистра наук, Дэниел работал в Orbital Sciences Corporation в Даллесе (штат Виргиния). Вначале Тани занимал должность старшего инженера-конструктора, затем был назначен руководителем полета разгонного блока TOS (от англ. Transfer Orbit Stage). В 1994 году Дэниел был назначен руководителем стартовых операций ракета-носителей программы «Пегас», где занимался разработкой документации по запускам и возглавлял группу инженеров в зале управления.

### Работа в НАСА
В 1996 году Дэниел принимал участие в 16-м наборе и был зачислен в отряд астронавтов НАСА. Прошёл полный курс ОКП, по окончании получив квалификацию специалиста полёта и назначение в отдел компьютерного обеспечения. Затем Тани был переведён в отдел внекорабельной деятельности.
29 января 2001 года Дэниел Тани был назначен в экипаж 107-полёта программы «Спейс Шаттл».

Индевор STS-108/

### Первый полёт
Свой первый полёт Дэниел Тани совершил в качестве специалиста полёта на шаттле Индевор STS-108. Продолжительность полёта, в период с 5 по 17 декабря 2001 года, составила 11 суток 19 часов 35 минут и 43 секунды.
Во время полёта, 10 декабря, астронавты Линда Годвин и Дэниел Тани совершили выход в космос продолжительностью 4 часа 12 минут (c 17:52 до 22:04 UTC), целью которого была установка теплоизолирующего покрытия на приводы солнечных батарей секции P6 Международной космической станции (МКС).
Весной 2002 года был назначен в дублирующий экипаж МКС-10, но после катастрофы шаттла «Колумбия» все экипажи были сокращены до двух человек и переформированы. В мае 2002 года в качестве акванавта участвовал в семидневной экспедиции NEEMO-2 — миссии НАСА по отработке действий в экстремальной окружающей среде (NASA Extreme Environment Mission Operations — NEEMO).
В январе 2004 года Тани был назначен научным сотрудником дублирующего экипажа 11-й экспедиции на МКС и одновременно в основной экипажа МКС-13 (в составе командира экипажа Павла Виноградова и бортинженера Дмитрия Кондратьева).
15 апреля 2005 года Тани был в составе дублирующего экипажа (для бортинженера-1 Джона Филлипса) «Союз ТМА-6». Осенью этого же года Тани был заменен в составе экипажа МКС-13 на Джеффри Уильямса.
В июне 2006 года Тани, совместно с Олегом Кононенко и Сергеем Волковым, проходил в Севастополе тренировку по работе в случае нештатной посадки спускаемого аппарата на воду. В то же время совместным решением Роскосмоса и НАСА, Дэниел Тани был включён в состав основного экипажа МКС-16.

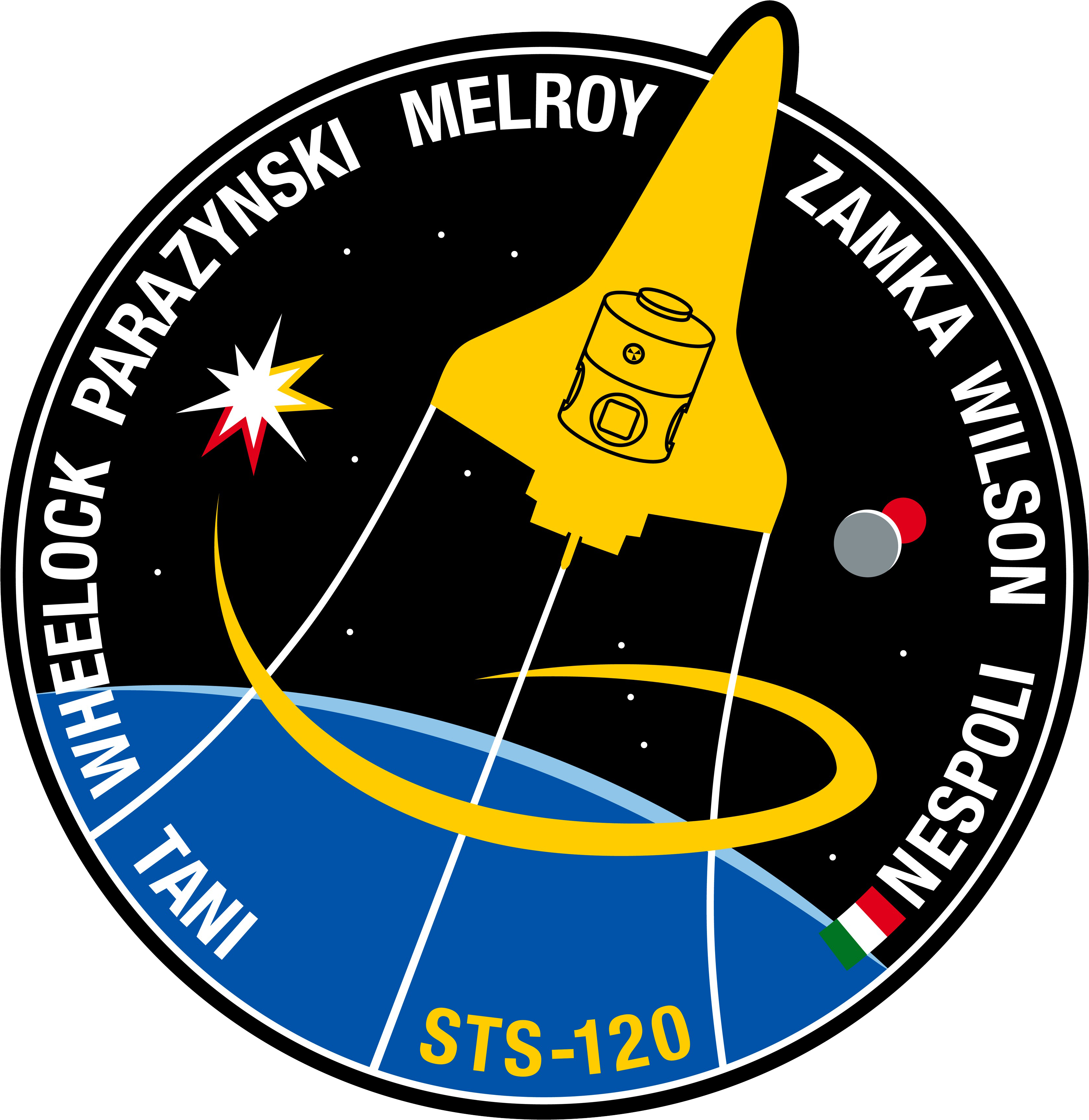
Дискавери STS-120

### Второй полёт
Второй полёт Дэниела начался 23 октября 2007 года в 15:38 (UTC) в качестве специалиста полёта-5 экипажа шаттла Дискавери STS-120. 25 октября была произведена стыковка с МКС, где Тани сменил в основном экипаже 16-й экспедиции астронавта Клейтона Андерсона.
Во время полёта Дэниел Тани выполнил пять выходов в открытый космос:
- 28 октября 2007 года, продолжительностью 6 часов 33 минуты;
- 20 ноября 2007 года, продолжительностью 7 часов 16 минут;
- 24 ноября 2007 года, продолжительностью 7 часов 4 минуты;
- 18 декабря 2007 года, продолжительностью 6 часов 56 минут;
- 30 января 2008 года, продолжительностью 7 часов 10 минут.

На Землю Тани вернулся на шаттле Атлантис STS-122, который 18 февраля 2008 года отстыковался от МКС. Посадка была произведена 20 февраля на посадочную полосу 15 космодрома Космического центра Кеннеди, недалеко от мыса Канаверал. Общая продолжительность составила 119 суток 22 часа 28 минут и 49 секунд.

## Награды
- Медаль «За заслуги в освоении космоса» (12 апреля 2011 года) — за большой вклад в развитие международного сотрудничества в области пилотируемой космонавтики[5]

## Личная жизнь
Женат, трое детей. Увлечения: гольф, полёты, бег, теннис, музыка, кулинария.